# La noia que somiava un llumí i un bidó de gasolina (pel·lícula)
|  | Per a la novel·la escrita per Stieg Larsson, vegeu l'article La noia que somiava un llumí i un bidó de gasolina. |

La noia que somiava en un llumí i un bidó de gasolina (Flickan som lekte med elden en suec) és una pel·lícula sueca del 2009, dirigida per Daniel Algredson. La pel·lícula està basada en el segon llibre de la trilogia Millennium de Stieg Larsson.

## Trama
Els destins de Mikael i Lisbeth es tornen a ajuntar, després d'haver-hi un triple assassinat (una de les víctimes era el tutor legal i assetjador de la noia), però en aquest cas, Lisbeth n'és la sospitosa, encara que Mikael i Paolo Roberto creguin que no ha estat ella. La revista Millennium, mentrestant, està a punt de publicar un número especial sobre una xarxa de tràfic de prostitutes provinents de països d'Europa de l'Est.

## Repartiment
- Michael Nyqvist com a Mikael Blomkvist
- Noomi Rapace com a Lisbeth Salander
- Lena Endre com a Erika Berger, amiga de Blomkvist
- Peter Andersson com a Bjurman
- Sofia Ledarp com a Malin Eriksson
- Paolo Roberto com a Paolo Roberto
- Yasmine Garbi com a Mimmi Wu
- Georgi Staykov com a "Zala"
- Annika Hallin com a Annika Giannini
- Alexandra Eisenstein com a periodista
- Tanja Lorentzon
- Sven Ahlström
- Magnus Krepper
- Ralph Carlsson